# Orquesta Sinfónica Columbia
La Orquesta Sinfónica Columbia (en inglés: Columbia Symphony Orchestra) fue el nombre que la empresa discográfica Columbia Records utilizó para los conjuntos sinfónicos participantes en una serie de grabaciones discográficas de repertorio sinfónico en los Estados Unidos durante los años 1950 y 1960.
En los años 1950, en Nueva York se reclutó a miembros de la Orquesta Filarmónica de Nueva York, así como de la Orquesta de la Metropolitan Opera y la Orquesta Sinfónica de la NBC para actuar en varias grabaciones, para evitar la reclamación de derechos sobre los beneficios en la venta de discos por parte de las orquestas a las que pertenecían. Así se hizo con numerosas grabaciones dirigidas por Bruno Walter y Leonard Bernstein.
A partir de 1957 el mismo nombre se utilizó también para una orquesta creada específicamente para Bruno Walter, para una nueva serie de grabaciones producidas en el novedoso sistema estéreo. En su mayor parte se componía de miembros de la Orquesta Filarmónica de Los Ángeles y de algunos músicos de las orquestas de los estudios de Hollywood. Posteriormente, Igor Stravinsky dirigió a este conjunto varias de las grabaciones de su propia obra que realizó para Columbia.

## Discografía selecta
- 1960 - Stravinsky: Stravinsky Conducts Le Sacre du Printemps / Petrushka. (Columbia Masterworks). Ganó el Grammy al mejor álbum de música clásica en 1962 y el Premio del Salón de la Fama de los Grammy en 2000 por Petrushka.
- 1962 - Stravinsky: Violin Concerto In D Major. Stravinsky/Stern. (CBS). Ganó el Grammy a la mejor interpretación solista de música clásica con orquesta en 1963.
- 1962 - Stravinsky Conducts Stravinsky: The Firebird. (Columbia/CBS). Ganó el Grammy a la mejor interpretación orquestal en 1963.
- 1967 - Stravinsky Conducts Firebird Suite / Petrushka Suite. (Columbia/CBS). Ganó el Grammy a la mejor interpretación de orquesta en 1968.